# Međunarodno violinističko natjecanje Vaclav Huml
Međunarodno violinističko natjecanje Vaclav Huml  je međunarodno violinističko natjecanja koje se održava u Hrvatskoj u Zagrebu.
Održava se od 1977. svake četiri godine, a nosi ime u čast hrvatskog i češkog violinističkog velikana Vaclava Humla.
Na prvim trima natjecanjima je sudom predsjedao Henryk Szeryng, a od 1989. Humlov učenik Ljerko Spiller.

## Pobjednici natjecanja
- 1977. Barbara Górzyńska (Poljska)
- 1981. Jurij Korčinski (SSSR) (Юрий Корчинский)
- 1985. Ingrida Armonaite (SSSR) (Ингрида Армонайте)
- 1989. Jan Talich (mlađi) (Čehoslovačka)
- 1993. prva nagrada nije dodijeljena
- 1997. Giovanni Angeleri (Italija)
- 2001. Ana Savicka (Ukrajina) (Анна Савицька)
- 2005. Łucja Madzar (Poljska)

## Vanjske poveznice
- Službene stranice  Arhivirana inačica izvorne stranice od 7. ožujka 2012. (Wayback Machine)